# Brynton Lemar
Brynton Lemar (San Diego, 23 gennaio 1995) è un cestista statunitense con cittadinanza giamaicana.

## Palmarès
- Campionato sloveno: 1

Cedevita Olimpija: 2024-2025
- Coppa di Israele: 1

Hapoel Gerusalemme: 2024
- Coppa di Slovenia: 1

Cedevita Olimpija: 2025
- Coppa di Lega israeliana: 1

Hapoel Gerusalemme: 2023